# Pave Urban 6.
Urban 6., døbt Bartolomeo Prignano (født 1318 i Napoli, død 15. oktober 1389 i Rom) var katolsk pave fra 8. april 1378 og frem til sin død.

## Biografi
Bartolomeo Prignano var fra Napoli, men begav sig som ung til Avignon, hvor han skaffede sig indflydelserige venner. Den 21. marts 1364 blev han ordineret til ærkebiskop af Acerenza i kongedømmet Napoli, og den 14. april 1377 flyttede pave Gregor 11. ham til ærkebispesædet i Bari.
Pave Gregor 11. havde flyttet pavens sæde fra Avignon tilbage til Rom. For at forhindre, at en tilbageflytning til Avignon skulle komme på tale, krævede det romerske folk og præsteskab ved hans død, at en italiener skulle vælges til hans efterfølger. Således blev Urban VI pave, men dette valg blev årsagen til det såkaldte vestlige skisma i pavedømmets historie. 
Urban blev efter kort tid upopulær blandt flertallet af sine egne kardinaler, grundet stædighed, hårdhed og mangel på klogskab. I 1381 hjalp Urban hertug Karl af Durrazzo med at sætte sig i spidsen for et "korstog" mod Napolis regerende dronning, Johanna 1. af Napoli. Hun blev besejret, taget til fange og myrdet. Karl blev der efter Napolis konge under navnet Karl 3. af Napoli. Venskabet mellem ham og paven endte imidlertid snart. Grundet mistanke om en sammensværgelse blandt kardinalerne og om, at den nye konge støttede oprørerne, bandlyste Urban kongen og belejrede Napoli med interdikt. I 1386 forhørte og myrdede Urban fem kardinaler, en blodsdåd som førte til et betydelig frafald af tilhængere, og uviljen mod ham voksede. 
I 1389 bestemte Urban, at Mariæ besøgelsesdag skulle fejres som almindelig kirkefestdag hvert år den 2. juli, og at den hvert 33. år skulle fejres som jubelår. Næste jubelår ville indtræffe året efter, men Urban nåede ikke at opleve den, før han døde den 15. oktober 1389, ifølge mange kilder forgiftet af romerne.
Urban 6. var den sidste pave, som ved valget ikke tilhørte kardinalskollegiet.